# Bagad Karaez
Le bagad Karaez est un ensemble de musique bretonne, un bagad, originaire de la ville de Carhaix dans le Finistère, en France. L'ensemble comporte aussi un bagad école, le Bagadig Karaez. Il est le premier bagad créé en Bretagne avec la Kevrenn Brest Sant Mark, avec des musiciens recrutés par Polig Montjarret parmi le personnel ferroviaire.

## Historique

### Kevrenn Paotred An Hent-Houarn

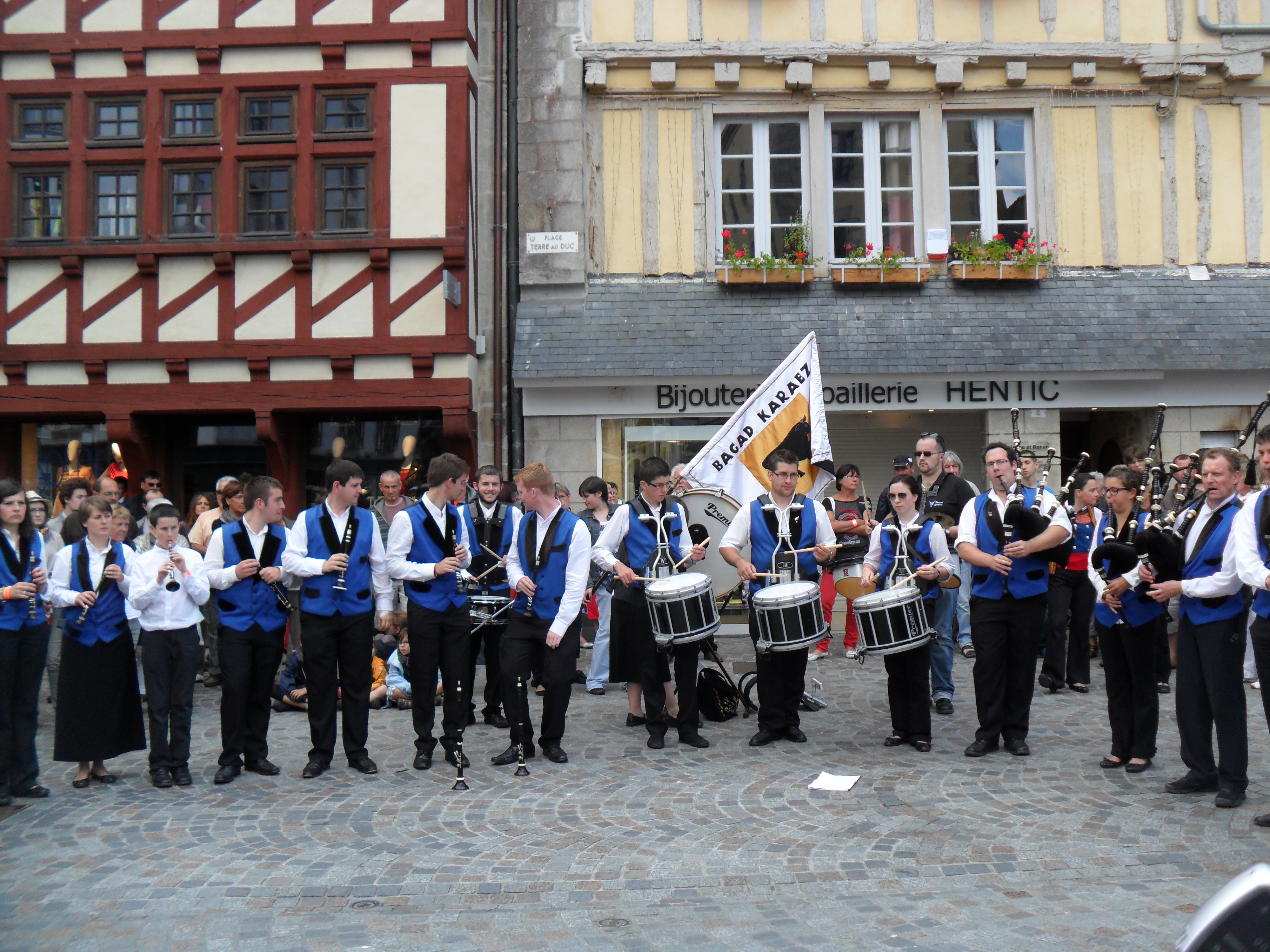
Le bagad pendant le Cornouaille 2012

Après-Guerre, Polig Montjarret commence à travailler au renouveau de la musique bretonne en popularisant la forme du bagad, inspiré des pipe bands écossais, mais aussi en collectant des airs traditionnels. Il s'installe à Carhaix en novembre 1947, la position centrale de la ville en Bretagne permettant de faciliter ce travail de collecte d'airs, et commence à y fréquenter le cercle celtique local. Celui-ci est fréquenté par de nombreux cheminots de la région, la ville étant à l'époque au centre du Réseau breton. Monjarret leur propose alors de créer ce qui allait devenir le premier bagad, et contacte Dorig Le Voyer avec qui il travaille au sein de la Bodadeg ar Sonerion pour qu'il leur fournisse en priorité des instruments. Il prend le nom de Kevrenn Paotred An Hent-Houarn (ce qui signifie « les gars du chemin de fer » en français). Les premières répétitions ont lieu dès le début de l'année 1948 dans des wagons désaffectés, et leur premier défilé a lieu en juin 1948 lors de la fête de la Tour d'Auvergne à Carhaix.
La création du bagad entraine la création d'autres groupes similaires dans la même région, et Rostrenen puis Quimperlé se dotent toutes deux d'un bagad. La Kevrenn des Cheminots de Carhaix remportent en 1949 le premier championnat des bagadoù de Bretagne face à Kevrenn Rostren de Rostrenen. Touché par la crise du réseau ferroviaire breton en 1968, le bagad se voit contraint d'arrêter ses activités par manque d'effectifs.

### Renaissance
En 1993, soutenus par la fédération départementale Bodadeg ar Sonerion Penn ar Bed (BAS 29) et la municipalité de Carhaix, des sonneurs du Centre-Bretagne redonnent vie au bagad, dont Guy Plusquellec, talabarder élève du célèbre Per Guillou.
En 2004, il accède en 4e catégorie lors de Bagadañs à Carhaix. Après deux titres consécutifs de champion de 4e catégorie, il accède en 2007 à la 3e catégorie. En novembre, il fête ses 60 ans, conjointement avec le cercle celtique de Carhaix, en présentant notamment à l'espace Glenmor la création « Tri ugent vloaz dija! Ha n'eo ket echu! » (en breton : « 60 ans déjà ! Et ce n'est pas fini ! »).
En 2011, le bagad termine premier au concours de Quimper et remporte le titre de champion de Bretagne des bagadoù de 3e catégorie ce qui lui permet d'atteindre la 2e catégorie.

### Ouverture

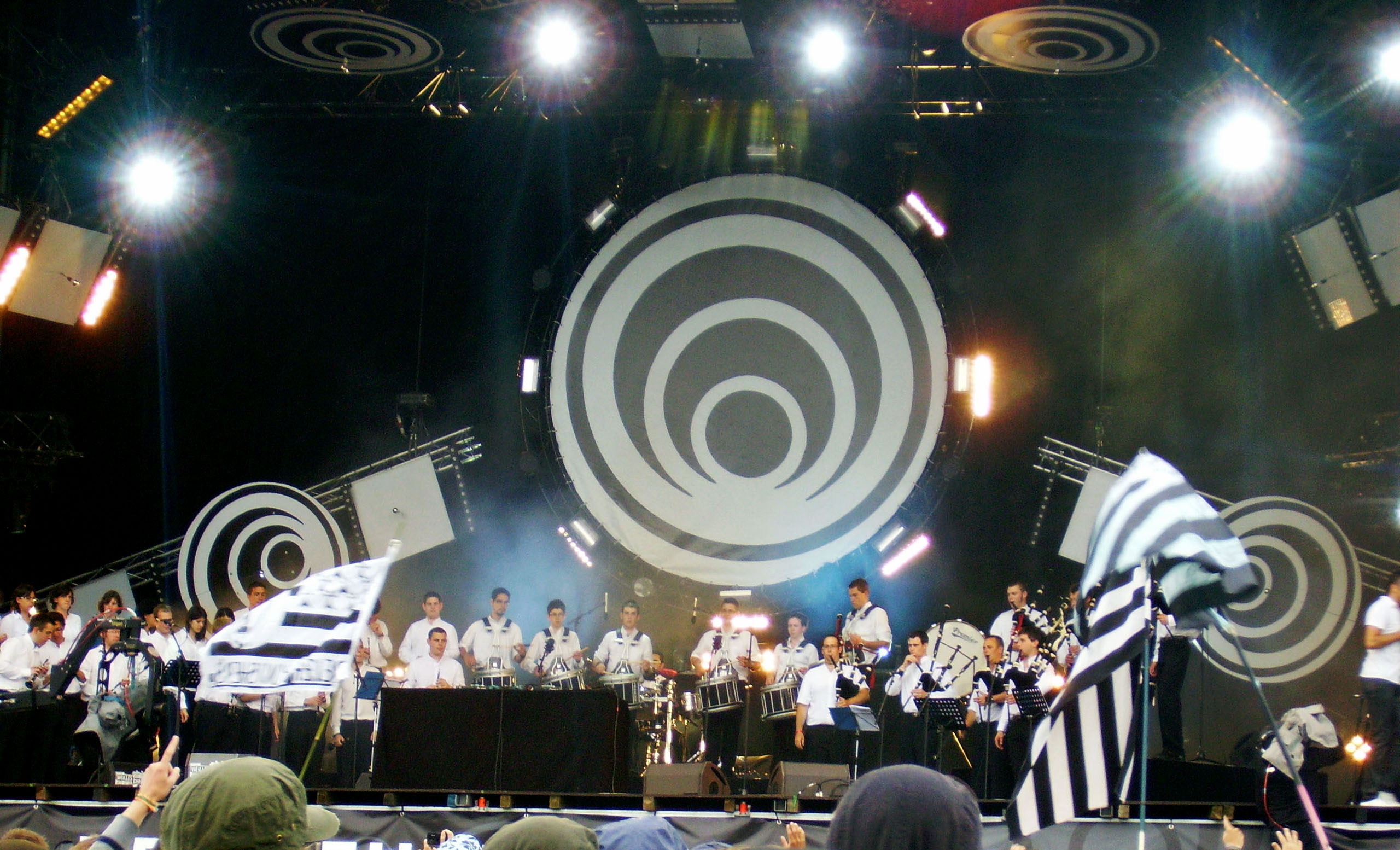
Le bagad accompagne Zebra lors des 20 ans des Vieilles Charrues

En 2008, une partie du bagad joue pour le Zebramix lors du festival des Vieilles Charrues. DJ Zebra fera appel à eux pour d'autres occasions : Élysée Montmartre (Paris) en 2008, Festival Panoramas (Morlaix) en 2009, Repas des Laboureurs (Vieilles Charrues) en 2010, Festival Fnac Indétendances (Paris) en 2010, concert au stade de la route de Lorient (Rennes) en 2011 avec le Bagad de Cesson-Sévigné, Festival des Vieilles Charrues 2011. Il enregistre en 2012 à Carhaix 13 morceaux d'un album fait en commun avec DJ Zebra. L'année suivante, le temps de la promotion de l'album, qui remporte notamment le grand prix du disque du Télégramme, le bagad s'autorise une année sabbatique en dehors des concours.
En 2014, le bagad devient vice-champion de Bretagne de 2e catégorie, à 0,01 point de Beuzeg. Il évolue donc en première catégorie en 2015.

## Fonctionnement

### Structure
Le bagad Karaez est organisé sous la forme d'une association loi de 1901, créée en 1993, et compte plus de 100 adhérents à la rentrée 2012. Le groupe fait par ailleurs partie de la BAS 29, la section du Finistère de la Bodadeg ar Sonerion.

### Le groupe principal
Le Bagad Karaez comporte une quarantaine de musiciens répartis en quatre pupitres, chacun réunissant les joueurs d'un même instrument (cornemuse, bombarde, caisses claires et percussions). Leur costume rappelle celui des cheminots de Carhaix, notamment par sa couleur bleue. En 2014, le bagad reçoit de nouveaux gilets de couleur noire avec une nouvelle coupe et des broderies.
Le bagad est dirigé musicalement par un penn soner, Yann Péron, anciennement penn soner du bagad de Lann-Bihoué. En 2014, il évolue en deuxième catégorie du championnat national des bagadoù et termine 2e, ce qui lui permet d'accéder à la première catégorie.

### Le bagadig et la formation
Il présente une école pour les plus jeunes ainsi qu'un bagadig évoluant en 5e catégorie depuis 2009.

## Productions artistiques

### Prestations et collaborations

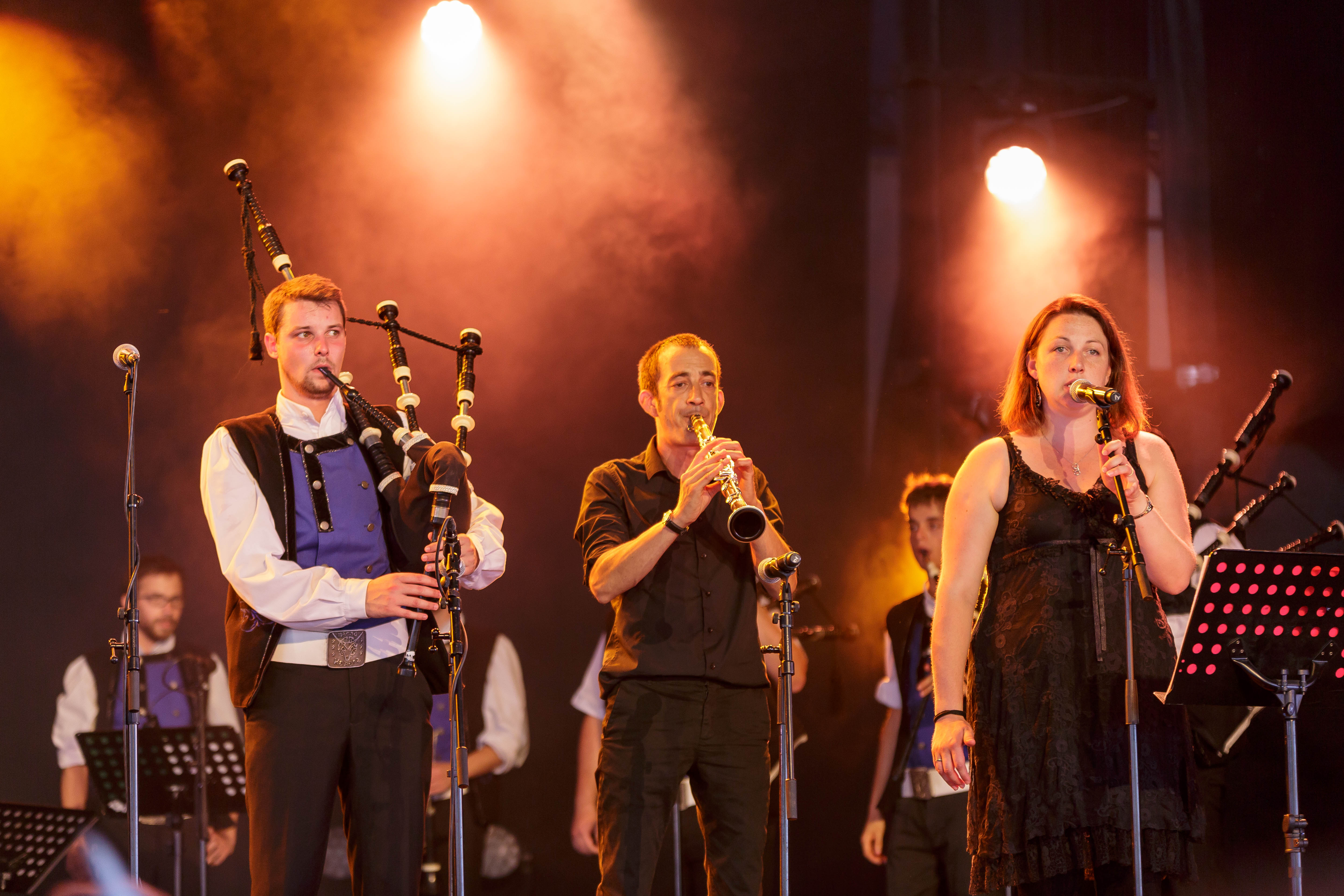
Spectacle pour le Paléo Festival Nyon 2016.

En 2001, pour les 10 ans du festival des Vieilles Charrues, il réalise le concert de clôture avec Gilles Servat.
Entre 2008 et 2011, le bagad se produit régulièrement aux côtés du DJ Zebra : les sets comprennent des medleys avec des reprises allant de la Marche Impériale de Star Wars à Sunday Bloody Sunday de U2 en passant par du Gorillaz, du Daft Punk et du Noir Désir.
En Suisse, le bagad participe au Mondial 2003 à Yverdon-les-Bains et en 2016, il joue sur la scène du Dôme au festival Paléo à Nyon.

## Sources